# Allez les Verts !
Allez les Verts !, officiellement Les Supporters - Allez les Verts !, est une chanson écrite par Jacques Monty et Jean-Louis D’Onorio en 1976. Hommage aux exploits du club de football de Saint-Étienne, l'ASSE, cette chanson est devenue l'hymne du club.

## Contexte
Au milieu des années 1970, l'AS Saint-Étienne est au sommet. Dominateurs en championnat avec neuf titres (plus cinq Coupes de France), les Stéphanois rayonnent aussi en Europe. En 1975, ils parviennent en demi-finales de Coupe des clubs champions européens, la plus prestigieuse compétition interclubs du continent (C1, ancêtre de l'actuelle Ligue des champions de l'UEFA). De grands espoirs reposent donc sur le club l'année suivante...
Monty explique avoir écrit la chanson en dix minutes, en sortant du stade, peu avant la Finale de la Coupe des clubs champions européens 1975-1976 à Glasgow.
Monty n'est pas originaire de Saint-Étienne, mais de la région Centre-Val de Loire.

## Mélodie
La musique est composée par Jean-Louis d'Onorio. Parue alors que la vague disco s'apprête à déferler, Allez les Verts ! porte quelques marques de cette époque. La chanson ouvre et se termine sur une clameur de supporteurs, la rendant plus vivante (conditions live). Les chœurs, battements de main, basse monotone et guitare « psychédélique », datent cet enregistrement.

## Legs
Le concept de chanson de supporters a été dupliqué, notamment à l'équipe nationale (Allez les Bleus !).
La composition de Monty a été reprise quelques mois après sa sortie par le trompettiste Jean-Claude Borelly.
Du fait de la grande popularité de la chanson dans la région stéphanoise, les enfants apprennent souvent très jeunes les paroles, parfois à l'école. Si bien que certains sont capables de réciter les couplets sans être forcément intéressés par le jeu, ni même être jamais allés au stade Geoffroy-Guichard.
La chanson ayant eu un écho national, des interlocuteurs d'autres régions sont tout aussi habiles à entonner spontanément le refrain : « Allez ! Qui c'est les plus forts ? Évidemment, c'est les Verts ! »
Le 25 septembre 2010, jour du 100e derby rhônalpin, tandis que les Verts occupaient la première place du classement de Ligue 1 et l'Olympique lyonnais la 17e, le journal L'Équipe titra : « Qui c'est les plus forts ? ». Le lendemain, célébrant la première victoire de Saint-Étienne sur l'OL depuis 16 ans, le journal put titrer : « Évidemment, c'est les Verts ».
La chanson a été reprise par de nombreux clubs évoluant en maillot vert, comme l'AS Gamaches, bourg de la Somme et participant aux championnats de la Ligue des Hauts-de-France.